# Connex (massif du Taillefer)
Pour les articles homonymes, voir Connex (homonymie).
Le Connex, Connest, montagne du Connest ou Fau Cuchet est un sommet du massif du Taillefer, dans les Alpes françaises, à l'extrémité septentrionale de la montagne du Conest.
Situé entre Saint-Georges-de-Commiers et Saint-Pierre-de-Mésage, il marque l'entrée dans la vallée de la Romanche en créant un verrou avec l'extrémité sud-ouest de la chaîne de Belledonne.

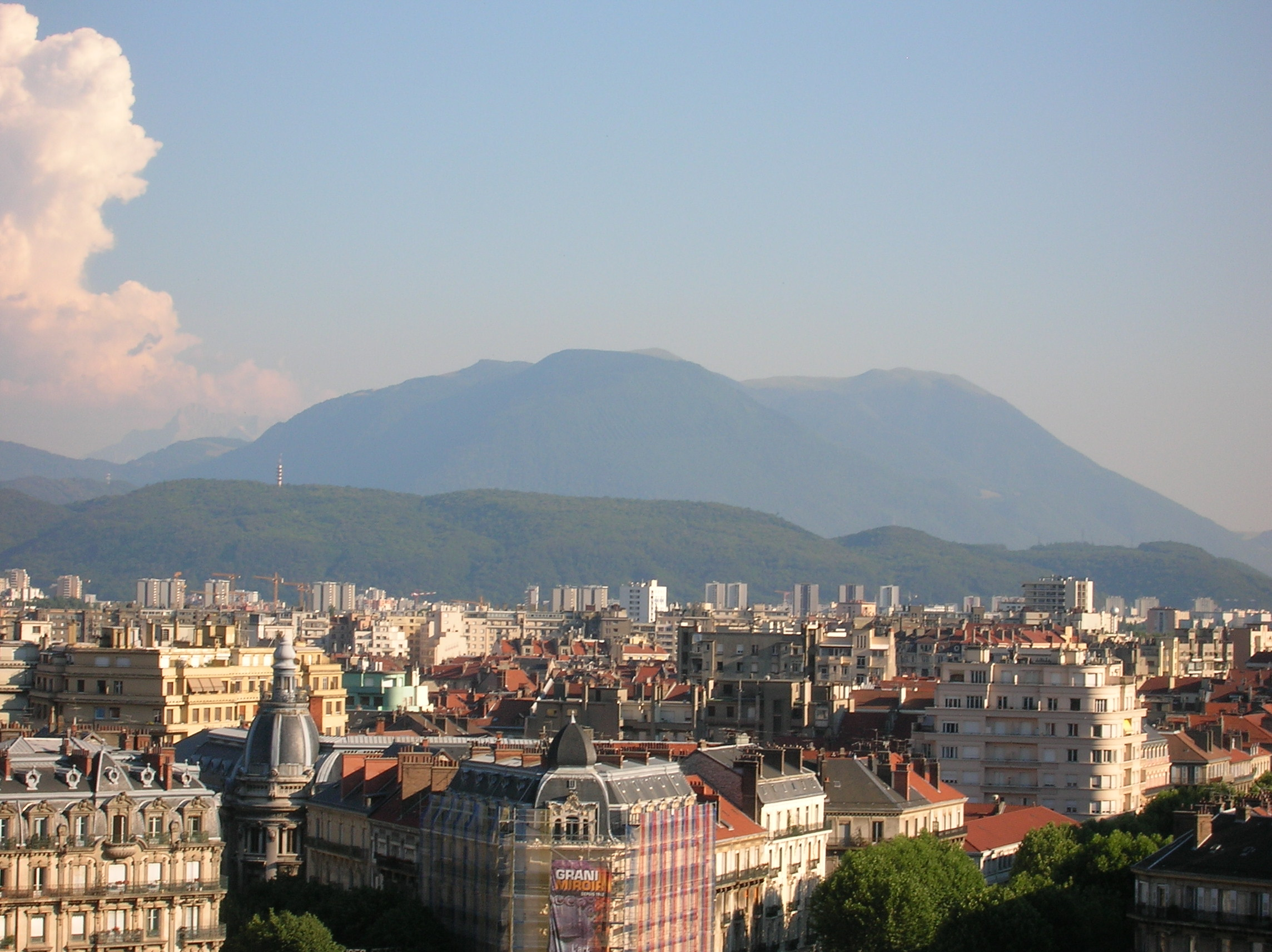
Au centre, face Nord, depuis Grenoble.